# André Carvalho
André Rodrigues Carvalho (Vila Nova de Famalicão, 31 de outubro de 1997) é um ciclista português, membro da equipa Hagens Berman-Axeon.

## Biografia
Nascido na Vila Nova de Famalicão, André Rodrigues é saído de uma família de ciclistas. O seu avô, Carlos Carvalho, antigo ciclista profissional, foi o uma das figuras emblemáticas do ciclismo português nos anos 50 e 60, laureado sobretudo da Volta a Portugal em 1959. O seu pai, antigo campeão de Portugal nos cadetes, é reconvertido como dirigente do Escola de Ciclismo Carlos Carvalho, do nome do avô. É neste clube onde André Carvalho realiza os seus começos em competição.
Em 2012, distingue-se conseguindo a Volta a Portugal, na categoria cadetes. Em 2014 e 2015, resulta campeão de Portugal juniores, e classifica-se a dois terceiros postos de etapa no Grande Prêmio Geral Patton, prova da Copa das Nações Juniores.
Em 2016, André Carvalho integrou a equipa portuguesa Liberty Seguros-Carglass. Com esta, termina sobretudo em terceiro na primeira etapa da Volta à Província de Valência, em quinto no Circuito de São Bernardo e em décimo segundo na Volta das Terras de Santa Maria da Feira. Na Volta a Portugal do Futuro, classificou-se em oitavo da última etapa à cimeira da Serra do Larouco.
Para a temporada de 2017, o corredor português ingressa nas fileiras do clube italiano Cipollini Iseo Serrature Rime. Em Itália, mostra-se a sua vantagem terminando em 10.º na Coppa San Geo e 25.º no Girobio. Sempre membro da equipa Liberty Seguros-Carglass, resulta vice-campeão de Portugal esperanças em Gondomar e toma o décimo lugar da Volta a Galiza.
Em 2019, ingressou na equipa continental profissional estadunidense Hagens Berman-Axeon.

## Palmarés
- 2012
  - Tour de Portugal cadetes
  - 3.º do Campeonato de Portugal em estrada cadetes
- 2013
  - 3.º do Campeonato de Portugal de contrarrelógio cadetes
- 2014
  -  Campeão de Portugal em estrada juniores
- 2015
  -  Campeão de Portugal em estrada juniores
- 2017
  - 2.º do Campeonato de Portugal em estrada esperanças
- 2018
  - 3.º do Campeonato de Portugal em estrada esperanças

## Classificações mundiais
| Ano             | 2018   |
| UCI Europe Tour | 1 088. |